# Поллінг-ін-Тіроль
Поллінг-ін-Тіроль (нім. Polling in Tirol) —  громада округу Інсбрук-Ланд у землі Тіроль, Австрія.
Поллінг-ін-Тіроль лежить на висоті  615 м над рівнем моря і займає площу  4,97 км². Громада налічує 965 мешканців. 
Густота населення 194/км².  
|                                            |
| Поллінг-ін-Тіроль на мапі округу та землі. |

 Адреса управління громади: Polling 107, 6404 Polling in Tirol. 

## Демографія
Історична динаміка населення міста за даними сайту Statistik Austria

## Виноски
1. ↑  Dauersiedlungsraum der Gemeinden Politischen Bezirke und Bundesländer - Gebietsstand 1.1.2018 — Статистичне управління Австрії.
2. ↑  https://www.statistik.at/blickgem/blick1/g70342.pdf
3. ↑   www.polling.at
4. ↑  Gemeindedaten von Polling in Tirol

| Австрія | Це незавершена стаття з географії Австрії. Ви можете допомогти проєкту, виправивши або дописавши її. |